# Юрьевское (Калининский район)
Ю́рьевское — деревня (ранее село) в Калининском районе Тверской области. Относится к Каблуковскому сельскому поселению.

## Географическое положение
Расположена восточнее Твери, на левом берегу Волги. В 6 км к югу от села Каблуково. Рядом находятся турбаза «Волжанка» и аэродром малой частной авиации.

## История
В 1823 году в селе была построена каменная церковь Трёх Святителей, метрические книги с 1780 года.
В конце XIX — начале XX века село входило в состав Каблуковской волости Тверского уезда Тверской губернии. 
С 1929 года деревня входила в состав Каблуковского сельсовета Тверского района Тверского округа Московской области, с 1935 года — в составе Калининской области, с 2005 года — в составе Каблуковского сельского поселения.

## Население
| 1859 | 1886 | 2002 | 2010 |
| ---- | ---- | ---- | ---- |
| 320  | ↗362 | ↘27  | ↘18  |